# Zand van Beusdal
Het Zand van Beusdal is een laag in de ondergrond van Nederlands Zuid-Limburg en het omringende gebied in Duitsland en België. Het Zand van Beusdal is onderdeel van de Formatie van Vaals en stamt uit het Krijt (het Campanien).
Deze kalksteenlaag is vernoemd naar Beusdal.

## Stratigrafie
Normaal gesproken ligt het Zand van Beusdal boven op het oudere Zand van Vaalsbroek en onder het jongere Zand van Terstraten (beide uit de Formatie van Vaals). Tussen de zandlagen Terstraten en Beusdal bevindt zich de Horizont van Terstraten. Tussen de zandlagen Beusdal en Vaalsbroek bevindt zich de Horizont van Beusdal.

## Zand
De typelocatie van het Zand van Beusdal is de holle weg tussen Sippenaeken en Kasteel van Beusdael vlakbij grenspaal 12 en het zuidelijkste puntje van Nederland.